# Проблеми з гравітацією
Проблеми з гравітацією: розгадка таємниці під нашими ногами (англ. The Trouble with Gravity: Solving the Mystery Beneath Our Feet) — науково-популярна книга Річарда Панека 2019 року, присвячена історії дослідження гравітації та нерозв'язаним проблемам цієї фізичної теорії.

## Зміст
Перший розділ книги починається з обговорення давніх вірувань щодо гравітації та космосу. Це включає обговорення віри в богів і того, як ці релігійні погляди були сформовані існуванням гравітації та її поширенням на живі істоти й на всю матерію. Давньогрецькими легендами про гору Олімп та міфами австралійських аборигенів автор ілюструє, як у міфології небо відокремлено від землі, створюючи розмежування між людьми та божеством. Книга вказує, що гравітація часто розглядалася в такому контексті як щось, що впливає лише на земні об'єкти, а не як універсальна сила. Також розглядаються автори та філософи, які займались цією темою, зокрема Данте Аліг'єрі та Ернст Мах.
Другий розділ досліджується, як гравітація утворилася на початку існування Всесвіту, і як Великий вибух міг створити велику кількість паралельних всесвітів, і що гравітація не виникає в нашому Всесвіті, а просочується у нього через простір-час. Потім Панек переходить до історії людства та до того, як уперше було виявлено закони гравітації, і яку революцію теорія гравітації Ісаака Ньютона справила на широку громадськість. Автор розповідає про низку інших вчених та в хронологічному порядку пояснює їхні відкриття, дотичні до гравітації, зокрема Іоанна Філопона, Миколая Коперника, Галілео Галілея, Альберта Ейнштейна та Вернера Гейзенберга.

## Стиль
Publishers Weekly зазначив, що «допитливий, тонко налаштований наратив книги сповнений характеру» і що вона відрізняється від інших наукових книг на подібні теми «дружньою невимушеністю розмови в кафе». Ден Фальк зазначає в Undark Magazine, що важкі теми та складна наука, охоплені в книзі, можуть збентежити читача, але стилю письма Панека вдається подати тему зі «скромністю та гумором».

## Критика
Kirkus Reviews називає «Проблеми з гравітацією» «корисним посібником про силу, яка все ще надихає таємничістю», і що, попри філософські недоліки, які можуть збентежувати деяких читачів, інші «насолоджуватимуться експертним описом Панека» цієї складної галузі досліджень. Клара Московіц пише у Scientific American, що це «прекрасне та філософське дослідження найслабшої сили природи» допоможе читачам отримати деяке розуміння, хоч і не зможе дати остаточної відповіді на фундаментальне запитання щодо гравітації. Рецензентка Library Journal Сара Томпсон називає її «однією з найкращих книг з фізики після відкриття гравітаційних хвиль» і пише, що цей текст буде зрозумілим всім читачам. Shelf Awareness пише, що книга «змушує замислитися», що вона не дає остаточних відповідей, але дає багато матеріалу для роздумів.